# Puchar Intertoto UEFA (2005)
Puchar Intertoto 2005 był 45. edycją piłkarskiego turnieju, jedenastą pod egidą UEFA. Trzy zwycięskie drużyny: RC Lens, Hamburger SV i Olympique Marsylia awansowały do rozgrywek Pucharu UEFA.

## I runda

### Pierwsze mecze

#### Polskie drużyny
18 czerwca 2005, godzina 17:30
- Tiligul-Tiras Tyraspol  - Pogoń Szczecin  0:3

Kaźmierczak 45', Parzy 84', Michalski 90'
19 czerwca 2005, godzina 17:00
- FK Karvan Yevlax  - Lech Poznań  1:2

Muzıka 63' - Gajtkowski 25', M. Mowlik 82' k.

#### Pozostałe mecze
18 czerwca 2005
- Beitar Jerozolima  - Sileks Kratowo  4:3

Ben-Shoshan 17', 48', 80', Brochyan 61' - Siniša Jovanovski 2', Ristić 28', Arsovski 71'
- Valletta FC  - FK Budućnost Podgorica  0:5

Vujović 8', 30', Sekulić 16', 70', 76'
- NK Slaven Belupo  - NK Drava Ptuj  1:0

Dodik 83'
- Olympiakos Nikozja  - Gloria Bystrzyca  0:5

Pereş 23', 30', 59', Chibulcutean 69', Bucur 89'
- CFR Cluj  - Vėtra Wilno  3:2

Tilincă 2', 12', Anca 11' k. - Šernas 9', Arturas Steško 85'
- Dinamo Tirana  - Varteks Varaždin  2:1

Maurinho 7', Qorri 16' - Novinić 90'
- Vasas SC  - MFK Dubnica  0:0
- Ararat Erywań  - Neuchâtel Xamax  1:3

Nawojan 27' - Griffiths 2', 32', Juan Muñoz 90'
- Victoria Rosport  - IFK Göteborg  1:2

Görres 70' - Marcus Berg 55', Jonathan Berg 80'
- Bohemian FC  - KAA Gent  1:0

Anthony Grant 49'
- JK Trans Narva  - KSC Lokeren  0:2

Grétarsson 2', Vukomanović 68'
- Skála Ítróttarfelag  - Tampere United  0:2

Hynynen 57', 67'
19 czerwca 2005
- FK Smederevo  - FK Pobeda Prilep  0:1

Ristovski 49'
- Ranger's Venecia  - SK Sturm Graz  1:1

Norberto Urbani 35' - Rabihou 70'
- Lombard Pápa  - WIT Georgia Tbilisi  2:1

Tibor Szabó 60', 90' - Ebanoidze 90'
- Neman Grodno  - FK Zlín  0:1

Lukaštík 49'
- FC Inter Turku  - Akraness  0:0
- Bangor City FC  - Dinaburg Daugavpils  1:2

Eltermanis 44' sam. - Sokoļskis 5', Vaļuškins 67'
- Žalgiris Wilno  - Lisburn Distillery FC  1:0

Lemežis 54'

### Rewanże

#### Polskie drużyny
25 czerwca 2005, godzina 20:00
- Lech Poznań  - FK Karvan Yevlax  2:0 (sum. 4:1)

Wachowicz 60', Scherfchen 79'
- Pogoń Szczecin  - Tiligul-Tiras Tiraspol  6:2 (sum. 9:2)

Batata 22', 24', Milar 27' k., Bugaj 52', Stroenco 88' sam., Kowal 90' - Cuzneţov 36', Bacal 70'

#### Pozostałe mecze
25 czerwca 2005
- Sileks Kratowo  - Beitar Jerozolima  1:2 (sum.4:6)

Ristić 30' - Brochyan 37', Moshe 90'
- FK Budućnost Podgorica  - Valletta FC  2:2 (sum. 7:2)

Sekulić 1', 62' - Massimo Grima 21' k., Agius 80'
- NK Drava Ptuj  - NK Slaven Belupo  0:1 (sum. 0:2)

Šaranović 90'
- Varteks Varaždin  - Dinamo Tirana  4:1 (sum. 5:3)

Benko 32', 53', 74', 90' k. - Goudiaby 12'
- Neuchâtel Xamax  - Ararat Erywań  6:0 (sum. 9:1)

Baumann 14', Oppliger 17', Maraninchi 36', Doudin 39', Griffiths 64', Cordonnier 86'
- IFK Göteborg  - Victoria Rosport  3:1 (sum. 5:2)

Dennis Jonsson 1', 80', Marcus Berg 89' - Gaspar Morais 19'
- KAA Gent  - Bohemian FC  3:1 (sum. 3:2)

Jbari 1', Håkonsen 11', Vrancken 60' - Desmond Byrne 75'
- KSC Lokeren  - JK Trans Narva  0:1 (sum. 2:1)

Tarassenkov 27'
- SK Sturm Graz  - Ranger's Venecia  5:0 (sum. 6:1)

Filipović 26', Rabihou 33', Jürgen Säumel 43', Šarac 79', 82'
- Lisburn Distillery FC  - Žalgiris Wilno  0:1 (sum. 0:2)

Szyło 48'
26 czerwca 2005
- Gloria Bystrzyca  - Olympiakos Nikozja  11:0 (sum.16:0)

Bucur 7', 64', 78', Pereş 12', 19', 33', Negrean 27', 29', 35', Szekely 76', Bozeşan 90' k.
- Vėtra Wilno  - CFR Cluj  1:4 (sum. 3:7)

Butrimavičius 37' - Dan 3', Anca 31', Jula 86' k., Tilincă 90'
- MFK Dubnica  - Vasas SC  2:0 (sum. 2:0)

Kiška 21', Tesák 49'
- Tampere United  - Skála Ítróttarfelag  1:0 (sum. 3:0)

Räsänen 67'
- FK Pobeda Prilep  - FK Smederevo  2:1 (sum. 3:1)

Vladimir Vujović 75', Kapinkovski 82' - Divić 16'
- WIT Georgia Tbilisi  - Lombard Pápa  0:1 (sum. 1:3)

Hercegfalvi 50'
- FK Zlín  - Neman Grodno  0:0 (sum. 1:0)
- Akraness  - FC Inter Turku  0:4 (sum. 0:4)

Lehtonen 24', Ilo 65', Reynisson 75' sam., Petrescu 81'
- Dinaburg Daugavpils  - Bangor City FC  2:0 (sum. 4:1)

Sokoļskis 13', Atherton 56' sam.

## II runda

### Pierwsze mecze

#### Polskie drużyny
2 lipca 2005, godzina 19:00
- SK Sigma Ołomuniec  - Pogoń Szczecin  1:0

Babnič 35'
3 lipca 2005, godzina 18:00
- RC Lens  - Lech Poznań  2:1

Jussiê 19', Gillet 44' - Gajtkowski 67'

#### Pozostałe mecze
2 lipca 2005
- Lombard Pápa  - IFK Göteborg  2:3

Tibor Sabo 18', Herczeg 64' - Selaković 65' k., Marcus Berg 79', Wendt 90'
- Žalgiris Wilno  - Dinaburg Daugavpils  2:0

Jasaitis 65', Lemežis 70'
- VfL Wolfsburg  - SK Sturm Graz  2:2

Karhan 50', D'Alessandro 54' - Filipović 53', Mudżiri 80'
- Ankaraspor  - MFK Dubnica  0:4

Držík 16', Kopačka 29' k., Adam 35', Ižvolt 90'
- Deportivo La Coruña  - FK Budućnost Podgorica  3:0

Xisco 5', Sergio 81', Héctor 86'
- Tampere United  - SC Charleroi  1:0

Hynynen 25'
- CFR Cluj  - Athletic Bilbao  1:0

Tilincă 36'
3 lipca 2005
- KSC Lokeren  - BSC Young Boys Berno  1:4

Deschacht 70' - Steinsson 4', Neri 25', Varela 49', Häberli 67'
- Slovan Liberec  - Beitar Jerozolima  5:1

Hološko 28', Zápotočný 48', Slepička 55', 90', Došek 83' - Ben-Shoshan 66'
- NK Slaven Belupo  - Gloria Bystrzyca  3:2

Vručina 45', Šaranović 60', Musa 81' k. - Pereş 31' k., Bucur 70'
- Hamburger SV  - FK Pobeda Prilep  4:1

Demel 49', Trochowski 62', Laas 67', Takyi 70' - Popovski 44'
- AS Saint-Étienne  - Neuchâtel Xamax  1:1

Sablé 75' - Lombardo 57'
- KAA Gent  - FK Zlín  1:0

Martens 50'
- Varteks Varaždin  - Inter Turku  4:3

Benko 4', 90', Halilović 55', Šafarić 85' - N'Gal 9', 75', Ilo 14'

### Rewanże

#### Polskie drużyny
9 lipca 2005, godzina 18:00
- Pogoń Szczecin  - SK Sigma Ołomuniec  0:0 (sum.0:1)

10 lipca 2005, godzina 18:00
- Lech Poznań  - RC Lens  0:1 (sum.1:3)

Jussiê 11'

#### Pozostałe mecze
9 lipca 2005
- IFK Göteborg  - Lombard Pápa  1:0 (sum. 4:2)

Marcus Berg 90'
- Dinaburg Daugavpils  - Žalgiris Wilno  2:1 (sum. 2:3)

Čugunovs 16', Ziziļevs 18' - Jasaitis 47' k.
- SK Sturm Graz  - VfL Wolfsburg  1:3 (sum. 3:5)

Neukirchner 68' - Petrow 12' k., 78', Menseguez 90'
- MFK Dubnica  - Ankaraspor  0:1 (sum. 4:1)

Jabá 74'
- FK Budućnost Podgorica  - Deportivo La Coruña  2:1 (sum. 2:4)

Sekulić 65', Nikola Vukčević 87' - Acuña 90' k.
- SC Charleroi  - Tampere United  0:0 (sum. 0:1)
- Athletic Bilbao  - CFR Cluj  1:0 (sum. 1:1), po dogr. karne 3:5

Javi González 36'
10 lipca 2005
- BSC Young Boys Berno  - KSC Lokeren  2:1 (sum. 6:2)

Steinsson 79', Sermeter 82' k. - Grétarsson 63' k.
- Beitar Jerozolima  - Slovan Liberec  1:2 (sum. 2:7)

Ben-Shoshan 59' - Dort 52', Holenda 87'
- Gloria Bystrzyca  - NK Slaven Belupo  0:1 (sum. 2:4)

Musa 65' k.
- FK Pobeda Prilep  - Hamburger SV  1:4 (sum. 2:8)

Ristovski 32' - Emile Mpenza 38', Beinlich 65', Karl 76', Lauth 90'
- Neuchâtel Xamax  - AS Saint-Étienne  1:2 (sum. 2:3)

Maraninchi 80' - Mazure 60', Feindouno 70'
- FK Zlín  - KAA Gent  0:0 (sum. 0:1)
- Inter Turku  - Varteks Varaždin  - 2:2 (sum. 5:6)

N'Gal 17', 58' - Jolić 27', Mohorović 90'

## III runda

### Pierwsze mecze
16 lipca 2005
- BSC Young Boys Berno  - Olympique Marsylia  2:3

Raimondi 61', Hakan Yakin 74' - Oruma 15', Niang 35', Taiwo 82'
- União Leiria  - Hamburger SV  0:1

Trochowski 57'
- AO Egaleo  - Žalgiris Wilno  1:3

Saganas 85' - Lemežis 16', Morinas 60', Jašurek 67'
- Borussia Dortmund  - SK Sigma Ołomuniec  1:1

Kringe 8' - König 43'
- Roda JC Kerkrade  - FC Slovan Liberec  0:0
- Deportivo La Coruña  - NK Slaven Belupo  1:0

Rubén 73'
- Varteks Varaždin  - RC Lens  1:1

Plantić 90' - Cousin 60'
17 lipca 2005
- IFK Göteborg  - VfL Wolfsburg  0:2

D'Alessandro 33', Franz 51'
- MFK Dubnica  - Newcastle United  1:3

Tesák 42' - Chopra 4', N'Zogbia 6', Milner 70'
- CFR Cluj  - AS Saint-Étienne  1:1

Tilincă 3' - Piquionne 37'
- S.S. Lazio  - Tampere United  3:0

Belleri 28', Rocchi 29', di Canio 48'
- KAA Gent  - Valencia CF  0:0

### Rewanże
23 lipca 2005
- Olympique Marsylia  - BSC Young Boys Berno  2:1 (sum. 5:3)

Luyindula 69' k., Nasri 83' - Raimondi 43'
- Hamburger SV  - União Leiria  2:0 (sum. 3:0)

Barbarez 50' k., Lauth 76'
- Žalgiris Wilno  - AO Egaleo  2:3 (sum. 5:4)

Lemežis 3', Morinas 32' - Saganas 40', Chloros 46' k., 50' k.
- SK Sigma Ołomuniec  - Borussia Dortmund  0:0 (sum. 1:1)
- FC Slovan Liberec  - Roda JC Kerkrade  1:1 (sum. 1:1)

Došek 80' - Sérgio 38'
- NK Slaven Belupo  - Deportivo La Coruña  0:3 (sum. 0:4)

Rubén 18', Víctor 46' k., Diego Tristán 80'
- RC Lens  - Varteks Varaždin  4:1 (sum. 5:2)

Lachor 47', Lacourt 58', Thomert 66', Cousin 90' - Vukman 71'
- VfL Wolfsburg  - IFK Göteborg  2:0 (sum. 4:0)

D'Alessandro 24', Klimowicz 76'
- Newcastle United  - MFK Dubnica  2:0 (sum. 5:1)

Shearer 70', 90'
- Tampere United  - S.S. Lazio  1:1 (sum. 1:4)

Wiss 88' - Muzzi 90'
- Valencia CF  - KAA Gent  2:0 (sum. 2:0)

Villa 6', Kluivert 78'
24 lipca 2005
- AS Saint-Étienne  - CFR Cluj  2:2 (sum. 3:3)

Sablé 50', Dabo 88' - Coroian 23' k., Tilincă 65'

## Półfinały

### Pierwsze mecze
27 lipca 2005
- Żalgiris Wilno  - CFR Cluj  1:2

Osipovicius 75' - Dan 37', Anca 74' - k.
- VfL Wolfsburg  - RC Lens  0:0
- Sigma Ołomuniec  - Hamburger SV  0:1

van der Vaart 49'
- Deportivo La Coruña  - Newcastle United  2:1

Castro 11', Andrade 58' - Bowyer 47'
- S.S. Lazio  - Olympique Marsylia  1:1

Di Canio 42' - Meite 69'
- Valencia CF  - Roda JC Kerkrade  4:0

Rufete 35', 40', 50', Moretti 83'

### Rewanże
3 sierpnia 2005
- CFR Cluj  - Żalgiris Wilno  5:1 (sum.7:2)

Tilinca 9', Jula 43' - k., Coroian 50', Minteuan 56', Anca 72' - Joskas 80'
- RC Lens  - VfL Wolfsburg  4:0 (sum. 4:0)

Aruna 43', Keita 48', Jomaa 88', 90'
- Hamburger SV  - Sigma Ołomuniec  3:0 (sum. 4:0)

Lauth 30', 82', van der Vaart 56'
- Newcastle United  - Deportivo La Coruña  1:2 (sum. 2:4)

Milner 39' - Andrade 45', Munitis 48'
- Olympique Marsylia  - S.S. Lazio  3:0 (sum. 4:1)

Niang 60', Mendoza 62', Ribery 65'
- Roda JC Kerkrade  - Valencia CF  0:0 (sum. 0:4)

## Finały

### Pierwsze mecze
9 sierpnia 2005
- Hamburger SV  - Valencia CF  1:0

Barbarez 51'
- CFR Cluj  - RC Lens  1:1

Turcu 57' - Lachor 24'
- Deportivo La Coruña  - Olympique Marsylia  2:0

Rubén 67', Iván Carril 87'

### Rewanże
23 sierpnia 2005
- Valencia CF  - Hamburger SV  0:0 (sum. 0:1)

Barbarez 51'
- RC Lens  - CFR Cluj  3:1 (sum. 4:2)

Vitorino 38', Coulibaly 76', Cousin 78' - Dorinel Munteanu 88'
- Olympique Marsylia  - Deportivo La Coruña  5:1 (sum. 5:3)

Ribery 5', Méïté 65', Mendoza 74', Niang 88', Oruma 90' - Jorge Andrade 9'
Hamburger SV, RC Lens i Olympique Marsylia awansowały do I rundy Pucharu UEFA.